# 辽宁孙家湾矿难
辽宁孙家湾矿难是指于2005年2月14日14时50分，在辽宁省阜新市的辽宁省阜新矿业（集团）有限责任公司孙家湾煤矿海州立井发生的一起特别重大瓦斯爆炸事故，共造成214人死亡，30人重伤，直接经济损失4968.9万元。它目前是中华人民共和国建国以来被官方披露出来的死亡人数最多的矿难之一。

## 事故发生过程
2005年2月14日下午14时50分，当时的值班班段为白班，在孙家湾煤矿井下242米处的3316外风道掘进工作面突发2.5级的矿震，而当时在地面的瓦斯通风检测器也突然失去显示，再之后，当时在井下242采面的一位矿工也在井下报告242采面有反风，随后在矿下－357巷道的调度也报告称－357巷道里有烟，随后在确认发生事故后，在2月14日下午16时30分当局就成立了事故指挥部，之后有来自中国国家安监局的工作组于2月15日凌晨4时左右到达了孙家湾煤矿，随后包括辽宁省省长与副省长等一批官员也到达了现场开始指挥救援，事故发生后，当时在事故发生后一小时就有3个救护队小队，180名救护队员轮班下井展开救援，国务院孙家湾矿难调查组也在2月17日时成立。仅在2月14日当日就确定有25人遇难19人不同程度受伤，在随后的2月15日，已确认遇难人数就爆增到了203人，到2月16日早晨时遇难人数又再度上升到了209人，最终在2月22日时救援活动结束，共查出214人死亡，30人重伤，救援活动期间共有25支救护队连续9天下井进行了救援。

## 后续赔付与处理
孙家湾矿难发生后，这起矿难被认定为重大责任事故，阜新矿业公司董事长兼总经理梁金发被给予了行政撤职，撤销了他的中共党员职务，同时免去了他的董事长职务，另外的31名事故责任人中，有4人被移交司法机关处理，27人被给于了行政处分，同时辽宁省人民政府副省长刘国强也被处以记大过处分，同时还责令辽宁省人民政府向国务院作出书面检查。
截止到2月27日时，214位死亡矿工的家属已经全都与矿方签订了善后协议，被给予到了20多万元的赔款。
在事故发生后，当局又派出21个检查组在当年2月23日到3月10日间对全中国的20个主要产煤省及45个国有煤矿企业进行了重点安全检查。

## 事故原因
这次事故发生的原因为冲击地压导致在3316风道外段异常泄出了大量的瓦斯，而该矿又为了提高产量，在违反《煤矿安全规程》又没有得到批示的情况下擅自修改设计，在3315皮带道与3316风道之间的联络巷开口中增设了一个掘进3316风道，导致3315综放工作面与3316风道掘进面间没有了独立的通风口，从而导致这些大量泄出的瓦斯在3316风道里段掘进工作面不断积聚达到爆炸界限，而此时又有一位电工违章带电检修照明信号综合保护装置，产生了电火花，引起了瓦斯爆炸，从而导致了这场矿难。

## 链接
- 新浪网孙家湾矿难专题 （页面存档备份，存于）

## 引用
1. 1 2  sina_mobile. . news.sina.cn. 2005-05-17  [2022-09-07]. （原始内容存档于2022-09-07）.
2. 1 2  . news.sohu.com.   [2022-09-07]. （原始内容存档于2022-09-08）.
3. ↑  . news.sohu.com.   [2022-09-07]. （原始内容存档于2022-09-08）.
4. ↑  sina_mobile. . news.sina.cn. 2005-02-15  [2022-09-07]. （原始内容存档于2022-09-07）.
5. ↑  . news.sohu.com.   [2022-09-07]. （原始内容存档于2022-09-07）.
6. 1 2  . news.sohu.com.   [2022-09-07]. （原始内容存档于2022-09-07）.
7. 1 2  . news.sohu.com.   [2022-09-07]. （原始内容存档于2022-09-08）.
8. ↑  sina_mobile. . news.sina.cn. 2005-02-17  [2022-09-07]. （原始内容存档于2022-09-08）.
9. ↑  . news.sohu.com.   [2022-09-07]. （原始内容存档于2016-12-13）.
10. ↑  . news.sohu.com.   [2022-09-07]. （原始内容存档于2022-09-07）.
11. ↑  . news.sohu.com.   [2022-09-07]. （原始内容存档于2022-09-08）.
12. ↑  . www.gov.cn.   [2022-09-07]. （原始内容存档于2022-09-07）.
13. 1 2  sina_mobile. . news.sina.cn. 2005-05-12  [2022-09-07]. （原始内容存档于2022-09-08）.
14. ↑  sina_mobile. . news.sina.cn. 2005-02-27  [2022-09-07]. （原始内容存档于2022-09-08）.
15. ↑  sina_mobile. . news.sina.cn. 2005-02-19  [2022-09-07]. （原始内容存档于2022-09-07）.
16. ↑  sina_mobile. . news.sina.cn. 2005-02-24  [2022-09-07]. （原始内容存档于2022-09-07）.